# Удача
Уда́ча (синоніми — талан, успіх; жарг.:фарт[джерело?]; антонім — невдача) — позитивний, бажаний наслідок зусиль, або щасливий перебіг обставин для когось.

## Трактування
Також може позначати бажаний наслідок якоїсь події або дії, особливо в ситуаціях, коли вона не (повністю) залежить від дій чи рішень пов'язаної особи. Прикладами удачі можуть бути виграш в лотереї, рулетці або іншій азартній грі. Інше слово, що використовується для позначення удачі — везіння.
Слово «удача» не слід плутати зі словом «вдача». У цих словах чергування «у — в» не відбувається.
Удача є часто використовуваним мотивом у мистецтві.

## Символи удачі
Оскільки події, які можуть бути охарактеризовані як удача для більшості людей є бажаними і очікуваними, існує безліч різних символів, що втілює її. Символами удачі вважаються чотирилисна конюшина, підкова, сажотруси або сонечко. У багатьох країнах символом удачі також є свиня, що виражається, зокрема, в найпопулярнішій формі для скарбничок — формі свині.
Див. також: Монети на удачу

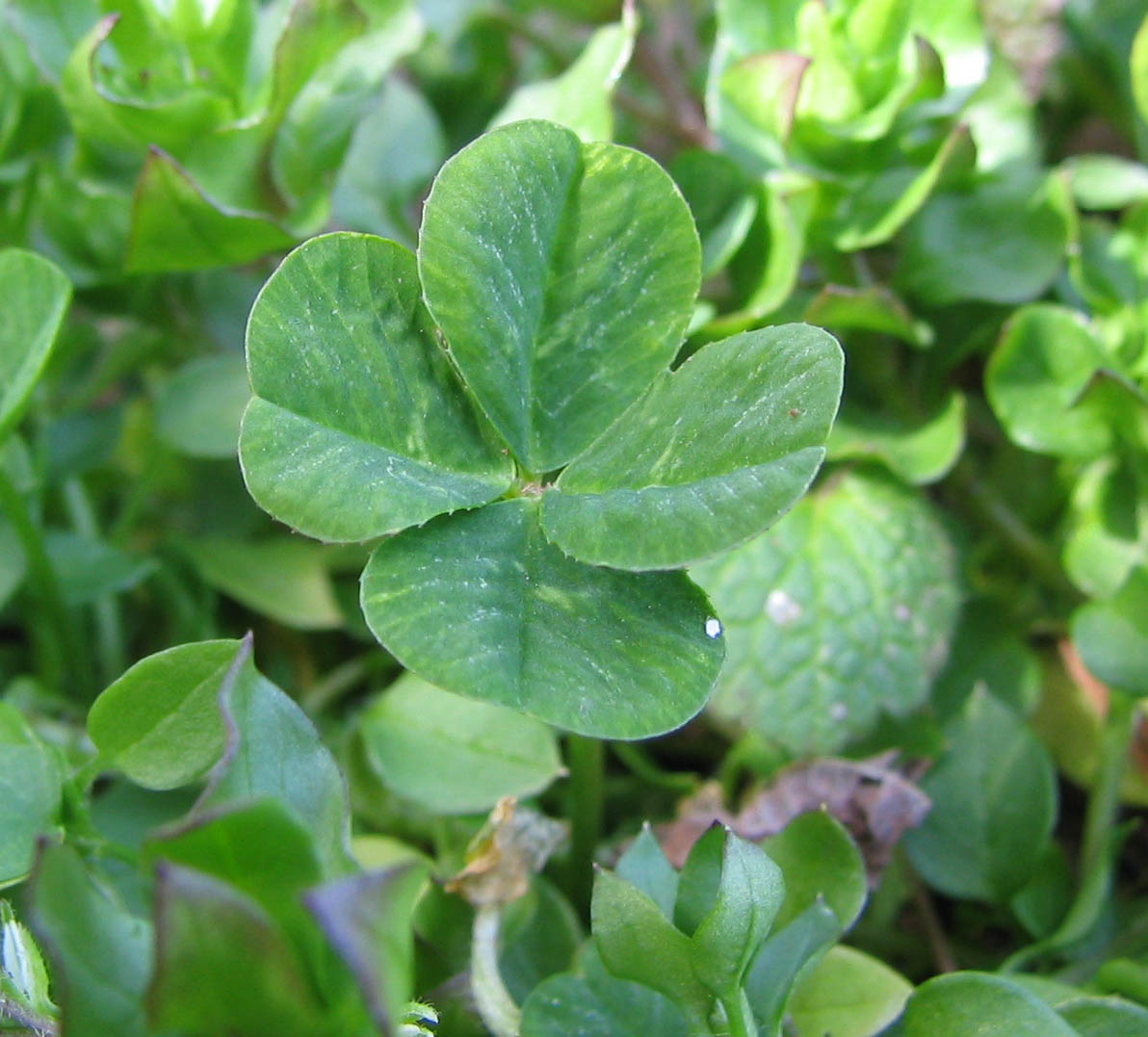
Чотирилисна конюшина
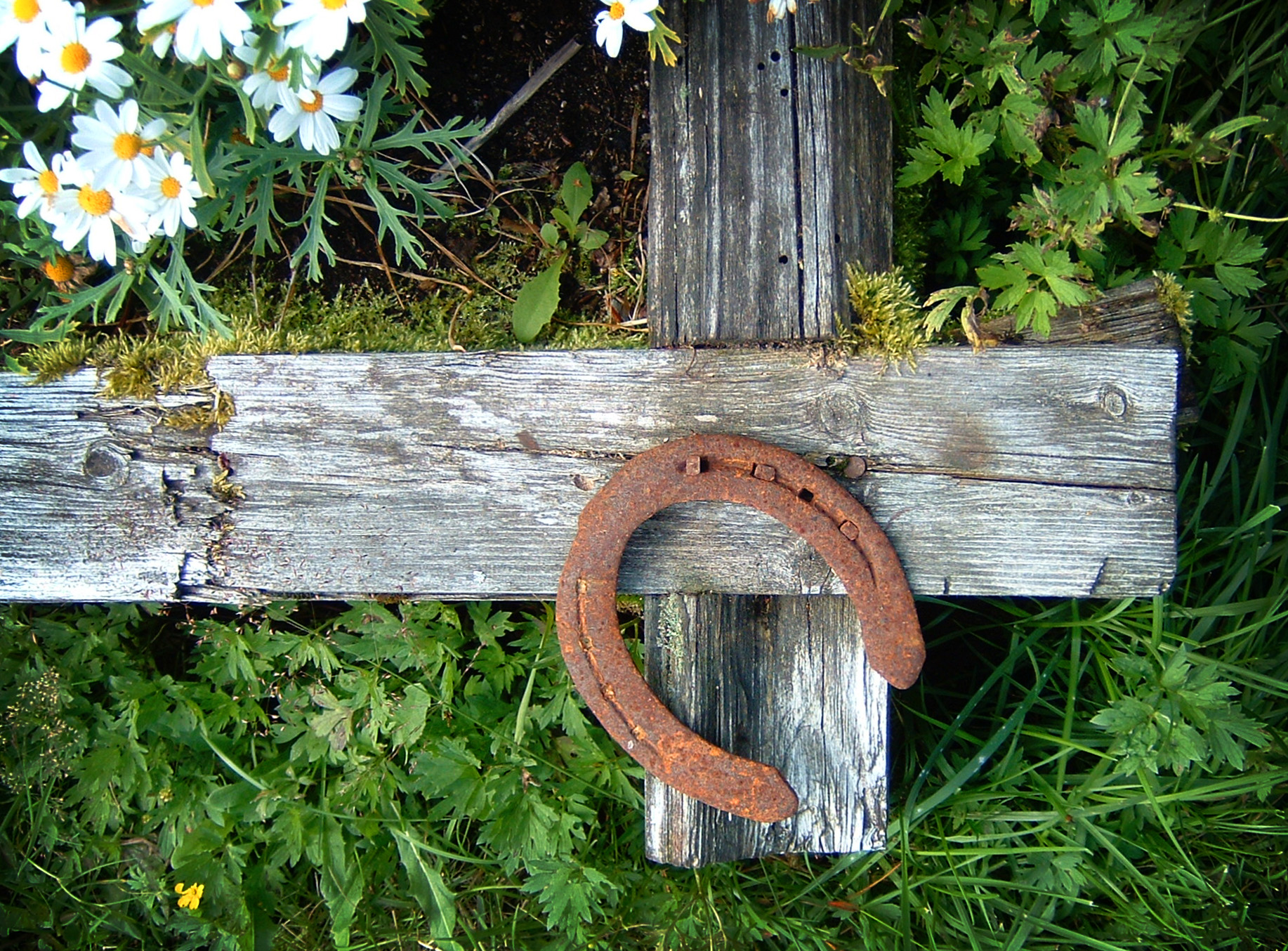
Підкова
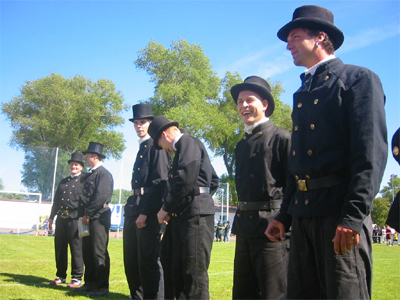
Сажотруси
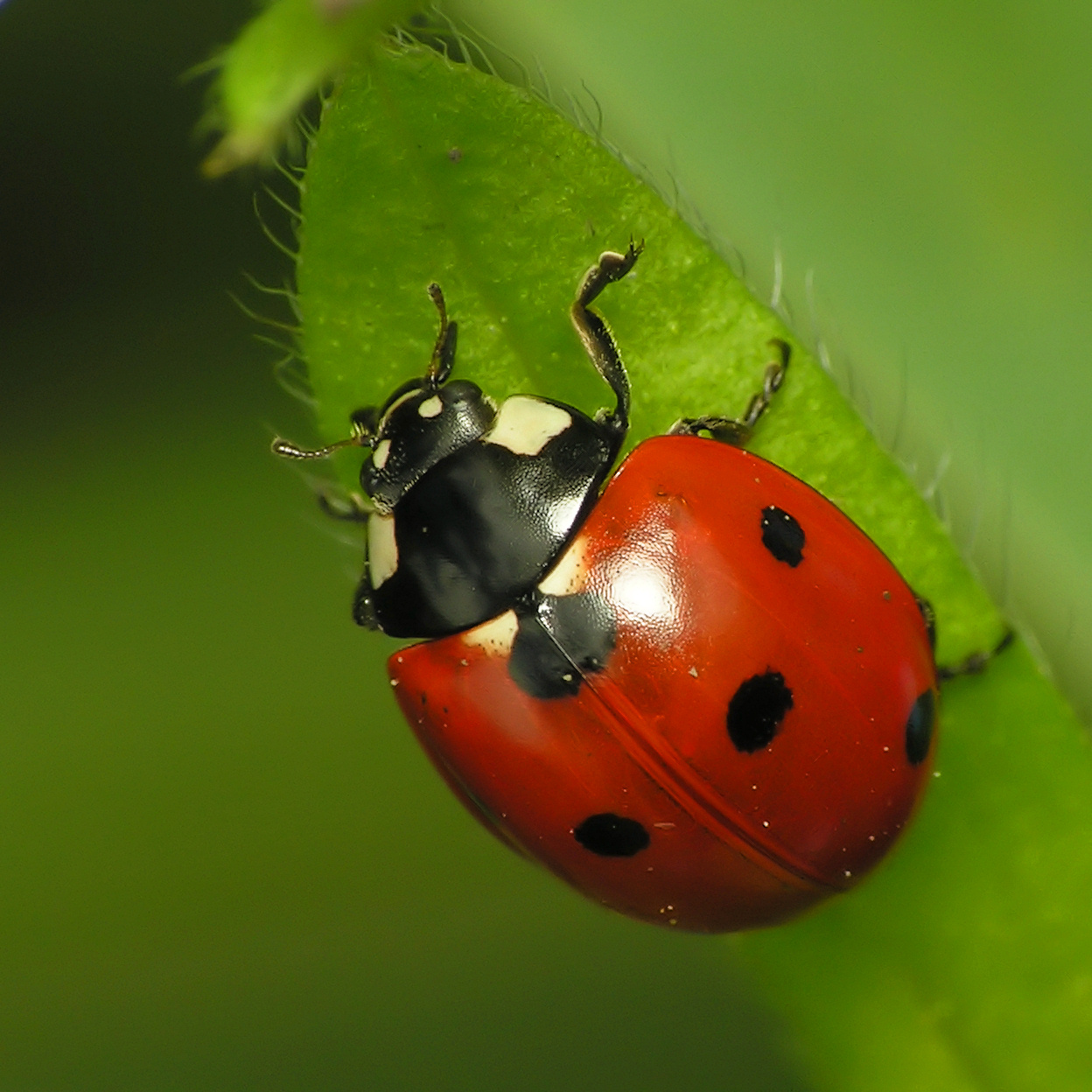
Сонечко
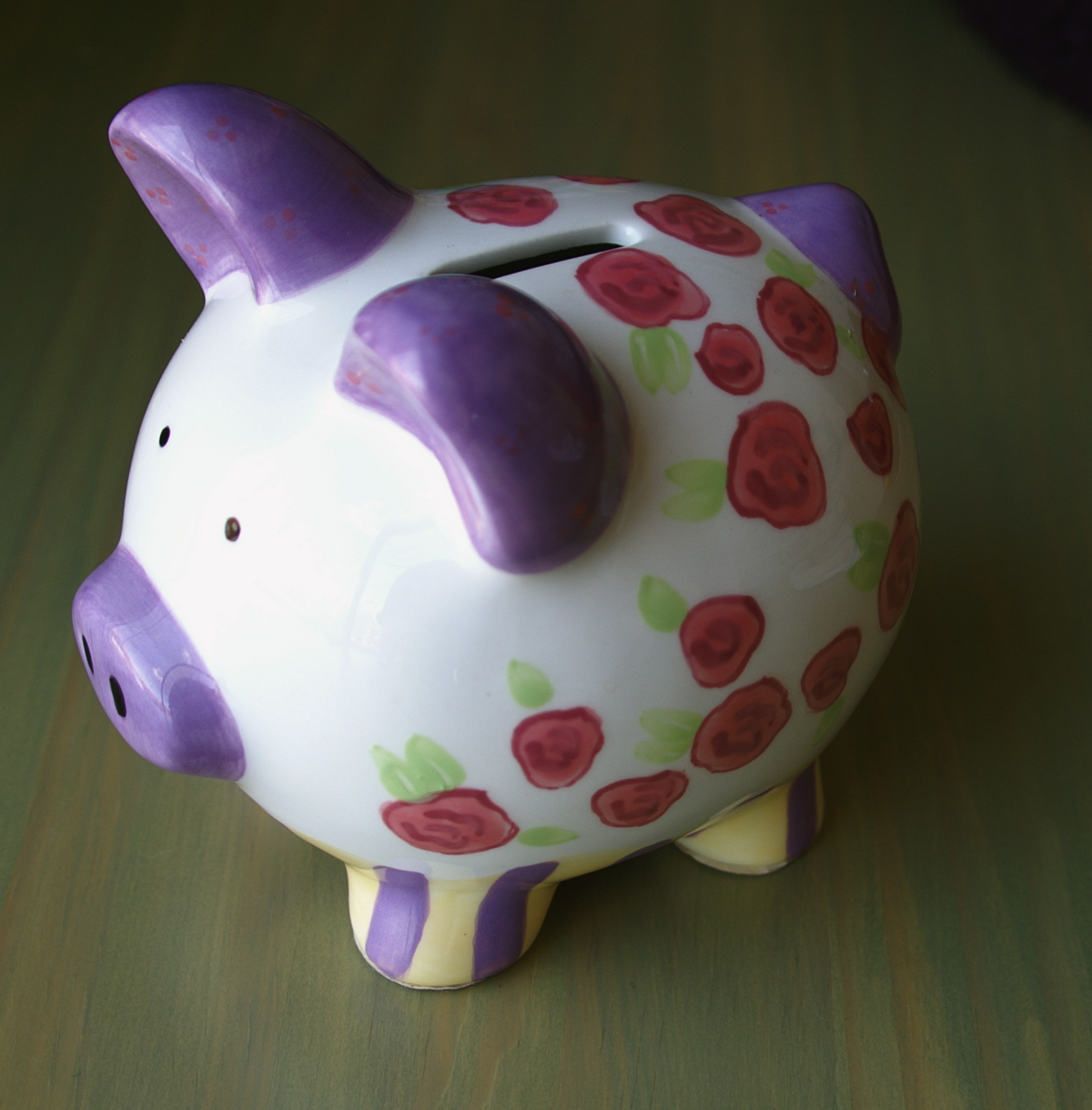
Скарбничка у формі свині